# 集體得救
集体得救，或集體救贖是一种宗教信仰的概念，該信仰理論應為，群体的成员會集体影响其所属群体的救赎，特別是來世的救贖。集体救續也認為，一個群體的本质上就如一個人一樣。 集体救赎的概念有时出现在基督教、 伊斯兰教、 和犹太教中。 
在犹太教中，传统犹太神学预言犹太弥赛亚會为犹太人带来集体救赎。  《但以理书》指出，神对犹太人的集体宽恕，但也规定了对不义之人的个人审判。 
在早期基督教的背景下，西普里安在公元3世纪，即313年米兰法令之前推广了这一思想，当时大多数基督徒都受到迫害并生活在社会之外。希波的奥古斯丁（354-430）也在他的 5 世纪初的著作《上帝之城》中讨论了这个话题，并指出有些人教导说整个天主教会都会得救。 當時教會認為， 《哥林多前书》12:12-14将基督徒描述为“一体”，意味着集体救赎。不過，奥古斯丁拒绝了这个概念，认为那些过着不道德生活的人永远无法得救，即使他们参加了圣事。 